# Rue Orfila
Pour les articles homonymes, voir Orfila.
La rue Orfila est une voie située dans le quartier du Père-Lachaise du 20e arrondissement de Paris.

## Situation et accès
La rue Orfila est desservie par les lignes 3 et 3 bis aux stations Gambetta et Pelleport.

## Origine du nom
Elle porte ce nom en hommage au médecin Mathieu Joseph Bonaventure Orfila (1787-1853), en raison de sa proximité avec l'hôpital Tenon.

## Historique
Ancienne voie de la commune de Charonne connue sous le nom de « rue des Hautes-Gatines » vers 1800, elle est intégrée par la ville de Paris en 1863. Elle est prolongée en 1899 entre la place Martin-Nadaud et la rue de la Bidassoa.

## Culture populaire
Dans le film Deux automnes trois hivers, le personnage d’Arman interprété par Vincent Macaigne y réside.